# 钟屏街道
钟屏街道是中华人民共和国云南省曲靖市会泽县下辖的一个街道办事处。
2019年4月1日，曲靖市人民政府批准金钟街道析置为金钟、以礼、钟屏3个街道；5月29日，钟屏街道正式成立。

## 行政区划
钟屏街道下辖以下村级行政区划单位：
泽兴社区、木城社区、红石岩社区、双河社区、思源社区、鱼洞社区、以则社区。